# Gnathostrangalia bilineatithorax
Gnathostrangalia bilineatithorax är en skalbaggsart som först beskrevs av Maurice Pic 1922.  Gnathostrangalia bilineatithorax ingår i släktet Gnathostrangalia och familjen långhorningar. Inga underarter finns listade i Catalogue of Life.